# Lil Durk
Le texte peut changer fréquemment, n’est peut-être pas à jour et peut manquer de recul. 
Le titre et la description de l'acte concerné reposent sur la qualification juridique retenue lors de la rédaction de l'article et peuvent évoluer en même temps que celle-ci.
Lil Durk, de son vrai nom Durk Derrick Banks, né le 19 octobre 1992 à Chicago, est un rappeur et chanteur américain.

## Biographie

### Jeunesse
Lil Durk a grandi dans le quartier d'Englewood, aussi surnommé "Lamron", dans le sud de Chicago.

### Carrière
Au début de sa carrière, Durk est proche du label "Glo Gang" (précédemment appelé "Glory Boyz Entertainment") du rappeur Chief Keef, mais ne signe jamais chez eux. Il commence à rapper sérieusement après avoir réalisé son premier single, Sneak Dissin qui reçoit un bon retour de la presse spécialisée. En décembre 2012, il réalise un remix de sa chanson L's Anthem avec French Montana.
Le 21 mai 2013, il signe chez Coke Boys, le label de French Montana. Le 10 octobre 2013, il sort sa quatrième mixtape, Signed to the Streets, sur DatPiff. Elle est publiée sous son propre label, OTF, et Coke Boys. Le rappeur Lil Reese y apparaît à deux reprises et sa production est assurée par Paris Bueller, Young Chop et d'autres. Huit clips sont réalisés pour la mixtape : Bars Pt. 2, Oh My God, 100 Rounds, Dis Ain't What U Want, Bang Bros, Traumatized, Hittaz et Times. Signed to the Streets est déclarée huitième meilleure mixtape de l'année 2013 par le magazine Rolling Stone. Le 22 octobre 2013, dans une interview donnée à XXL, Lil Durk déclare qu'il travaille sur son premier album studio avec Def Jam et Coke Boys.
Une cinquième mixtape, Fuckery, est annoncée pour le 5 janvier 2014. Cependant, le 6 janvier 2014, il annonce, sur Twitter, l'annulation de sa sortie par Def Jam. Il fait partie des Freshmen 2014 du magazine XXL. Le 27 mars 2015, le directeur de Durk Uchenna « Chino Dolla » Agina est abattu dans le quartier Avalon Park de Chicago . Cet assassinat survient deux jours seulement après que Durk a annoncé la sortie de son premier album studio Remember My Name qui sort le 12 mai 2015 et dont le premier single est Like Me.
Le 28 août 2020, Lil Durk a confirmé qu'un de ses futurs projets s'appellerait "The Voice", qui s'avérerait finalement être la chanson titre de son sixième album studio The Voice. La chanson titre est sortie en tant que premier single de l'album, avec le clip le 4 septembre 2020. Il a ensuite sorti "Stay Down" avec le chanteur américain 6lack et le rappeur américain Young Thug comme deuxième single, avec la vidéo le 30 octobre 2020. Il a sorti "Backdoor" comme troisième et dernier single, avec la vidéo le 21 décembre 2020. L'album est finalement sorti le 24 décembre 2020. C'est un hommage à son camarade de label et défunt ami proche, King Von, qui est sur la couverture, et qui figurait sur la chanson "Still Trappin'".
En 2021, il annonce un album collaboratif avec Lil Baby, nommé : Voice of the Heroes, prévu pour le 28 mai de cette année. La sortie du projet est décalée pour le 4 juin, les 2 rappeurs disent le faire par respect car l'album posthume Exodus de leur confrère DMX, décédé cette année, sortait aussi le 28 mai. L'album entre en première position du Billboard 200 en première semaine, devenant ainsi le 1er album n°1 de Lil Durk et le 2nd pour Lil Baby.
Lil Durk sort l'album Almost Healed le 26 mai 2023. Almost Healed est le huitième album studio du rappeur américain Lil Durk. Il est sorti via Only the Family, Alamo Records et Sony Music. L'album présente des apparitions d'Alicia Keys, J. Cole, Chief Wuk, Future, 21 Savage, Kodak Black, Rob49, le regretté Juice Wrld. et Morgan Wallen, Le 13 octobre 2023, deux remix de la chanson sont sortis, respectivement avec Burna Boy et Stray Kids ; ce dernier omet J. Cole. La chanson a remporté  prix de la meilleure performance rap mélodique lors de la 66e cérémonie annuelle des Grammy Awards , ce qui en fait le premier Grammy de Durk et le deuxième de J. Cole.
Le 28 mars 2025, toujours incarcéré, Lil Durk sort l'album Deep Thoughts,.

### Vie privée
Lil Durk a six enfants : Angelo (né en 2011), Bella (née en 2013), Zayden (né également en 2013) puis Skylar, Dumeir et Willow (née en 2018)  
Le 31 mai 2014, le cousin de Durk, McArthur « OTF Nunu » Swindle est abattu dans le quartier de Chatham à Chicago.
Dans la nuit du 27 mars 2015, le manager de Lil Durk, OTF Chino (de son vrai nom Uchenna Agina), est abattu à Chicago. Le Chicago Tribune rapporte qu'à environ 1 h 50, Chino a essuyé plusieurs tirs alors qu'il était assis dans une voiture devant un restaurant d'Avalon Park. Selon les rapports, il était assis dans une voiture dans le bloc 8400 de l'avenue Stony Island Sud, quand un homme armé s'est approché à pied et a tiré des coups dans le véhicule, avant de tirer sur l'homme à plusieurs reprises dont une fois dans la tête. Le Chicago Sun-Times déclare qu'il a été conduit à l'hôpital de Trinity Hospital par un ami, où il est déclaré mort à 2 h 4. Chino était seulement âgé de 24 ans.
Le 6 juin 2021, le frère de Durk, Dontay Banks Jr, est tué par balle devant une boîte de nuit de Chicago.
Lil Durk est converti à l’Islam et à choisi comme nom, Mustapha Abdul Malak.

## Affaires judiciaires
En 2011, Banks est arrêté pour port illicite d'arme et condamné à trois mois de prison. Il est libéré sous caution quelques mois plus tard,.
Le 5 juin 2013, il est de nouveau arrêté après avoir supposément jeté une arme à feu chargée, en l’occurrence un calibre 40, lorsque des policiers se sont approchés de lui dans South Green Street à Chicago. Il est alors accusé d'utilisation illégale d'arme à feu. Il est condamné à payer une caution de 100 000 $ et son avocat déclare avoir neuf témoignages de l'innocence de Banks. Ce dernier finit par déclarer que l'arme était bien la sienne. Il est à nouveau libéré le 18 juillet 2013.
En juin 2019, King Von et Lil Durk sont arrêtés en lien avec une fusillade à Atlanta. King Von et son co-accusé Lil Durk comparaissent devant un juge dans une salle d'audience du comté de Fulton. Les procureurs affirment que les deux rappeurs avaient volé et abattu Alexander Witherspoon le 5 février 2019. Après des semaines en prison, Lil Durk a été libéré sous caution de 250 000 $, tandis que King Von est libéré sous caution de 300 000 $. En octobre 2022, les charges retenues contre Durk ont été abandonnées.
Le 23 octobre 2024, Kavon Grant, Deandre Wilson, Keith Jones, David Lindsey et Asa Houston, tous affiliés au label Only the Family de Durk, ont été arrêtés et inculpés de complot en vue de commettre un meurtre sur commande, de meurtre sur commande impliquant un décès et d'utilisation d'une mitraillette dans un crime violent ayant entraîné la mort, en lien avec la fusillade d'août 2022 de Quando Rondo et la mort de son cousin, Surnommé Lul Pabb. La fusillade aurait été une vengeance pour la mort de King Von, les procureurs notant que « les vols et les voitures de location des cinq hommes ont été payés avec une carte de crédit liée au label »
Le 24 octobre 2024, Lil Durk est arrêté par les Marshall américains pour meurtre contre rémunération. 
Le 12 décembre 2024, il a été révélé que, selon des documents judiciaires non scellés, des agents fédéraux associent Durk à un deuxième complot de meurtre à gages, affirmant qu'il est derrière la fusillade mortelle de Stephon Mack en 2022 après que Mack soit sorti du Youth Peace Center de Roseland à Chicago. Durk n'a pas été inculpé dans cette affaire, mais l'accusation a fait valoir que les documents prouvent qu'il risque de s'enfuir, et l'offre de caution de 3 millions de dollars de l'équipe juridique de Durk a été refusée.
Le 31 décembre 2024, il a été annoncé qu'en raison de preuves non découvertes, de nouveaux développements concernant un accord de plaidoyer et d'autres complications, le procès de Lil Durk serait repoussé du 7 janvier 2025 au 14 octobre 2025.

## Discographie
- 2015 : Remember My Name
- 2016 : Lil Durk 2X
- 2018 : Signed To the streets 3
- 2019 : Love songs 4 the streets 2
- 2020 : The Voice
- 2021 : Voice of the Heroes (avec Lil Baby)
- 2022 : 7220
- 2023 : Almost Healed
- 2025 : Deep Thoughts